# BBC От полюса до полюса с Майклом Пейлином
«От полюса до полюса с Майклом Пейлином» — телевизионный документальный фильм из восьми частей, снятый BBC, и впервые транслированный на BBC1 в 1992 году. Ведущий — Майкл Пейлин, это его второе из главных путешествий для BBC. Первым был «Вокруг света за 80 дней с Майклом Пейлином», телесериал из 7 эпизодов, вышедший с премьерой на BBC One в 1989 году, а третьим — BBC: Вокруг света с Майклом Пейлином, фильм из 10 частей, впервые транслированным на BBC One в 1997 году.
Путь от Северного полюса на Южный прошёл через Скандинавию, Советский Союз, некоторые части Европы и через центр Африки. Намерение состояло в том, чтобы следовать 30-градусной восточной линии долготы, которая охватывает большую часть земли. Благодаря диверсии в Чили Южная Америка в последнюю минуту была включена в сериал. С минимальным использованием самолетов вся поездка длилась 5 с половиной месяцев.
Передача была продана многим телевизионным станциям по всему миру. Она была также выпущена на видеокассете и позже на DVD.
После поездки Майкл написал книгу «Вокруг света», описывая поездку. Она содержит много фотографий с поездки, почти все они сделаны Базилем Пао, фотографом команды.

## Эпизоды

Страны, посещённые во время съёмок «Новой Европы».

### «Холодный старт»
Майкл Пейлин отправляется на Северный полюс, летит туда на небольшом самолёте, оборудованном лыжами. Сцена на Северном полюсе была снята в мае 1992 года, после того, как была снята остальная часть сериала, поскольку погодные условия были более подходящими, чем тогда, когда лёд был слишком хрупким год назад. Оттуда он направляется в Гренландию, затем на норвежский остров Шпицберген, где расположены города Ню-Олесунн и Лонгйир. Следом ведущий переплывает Баренцево море на грузовом корабле в норвежский портовый город Тромсё, где навещает статую Руаля Амундсена, первого человека, достигшего Южного полюса. Пейлин также встречает некоторых заядлых норвежских футбольных фанатов. В городе Карасйок он встречается с саамами и собирает золото в реке Карасйока. Там Майкл пересекает границу из Норвегии в Финляндию на автобусе, где приходит в гости к Санта-Клаусу в его деревню на Полярном круге недалеко от Рованиеми. Пейлин едет финским ночным поездом в Хельсинки; отдыхает в сауне с Нилом Хардвиком и Лассе Лехтиненом. Затем садится на паром до Таллина, своей первой остановки в Советском Союзе. Он посещает эстонцев, которые поют песню, мечтая о том дне, когда Эстония снова станет независимой страной. Затем Майкл садится на поезд, направляющийся в Ленинград.

### «Русский этап»
В Ленинграде Майкл Пейлин встречается с пародистом Владимира Ленина, который знакомит его с городом. Он является свидетелем церемонии крещения русских православных христиан и почти сам крестится. Майкл посещает кладбище, где похоронены Мусоргский, Чайковский и Достоевский, а затем имеет честь сделать выстрел из ружья в Петропавловскую крепость. После покупки груш на местном рынке ведущий испытывает трудности с попыткой купить бутылку водки в супермаркете, «свободном от продуктов питания», напоминающем отсылку на «Магазин сыров» Монти Пайтона. В Новгороде он встречает режиссёра, который снимает его в фильме. Затем Пейлина приглашают на званый ужин, где подают свежевыловленных раков и пьют двадцать три тоста домашней водки. После участия в церемонии от имени города-побратима Уотфорда (изображённого как сон) он посещает Чернобыль, Украина, место ядерной катастрофы 1986 года. Оттуда в Киев и Одессу, где получает уникальное лечение обёртыванием плохо пахнущей, серной, чёрной глиной. В Одесской гавани Майкл Пейлин спускается по лестнице, ставшей знаменитой в фильме «Броненосец „Потёмкин“», затем садится на паром и переплывает Чёрное море. Находясь на пароме, он узнаёт о перевороте, ставшем попыткой свержения Михаила Горбачёва, что вскоре привело к распаду Советского Союза.

### «Средиземноморский лабиринт»
Прибывая на пароме в Стамбул, Турция, Майкл Пейлин останавливается в Pera Palace Hotel, где Агата Кристи написала «Убийство в „Восточном экспрессе“» и пробует турецкую баню, получая комплексное лечение от крупного, по большей части молчаливого сотрудника. Он исследует местный базар, а также процессию во дворце Топкапы. Затем он садится на поезд через западную Турцию до Мармариса и садится на паромы до Родоса, Греция, а затем до Кипра. Затем Майкл посещает британскую военную базу в Акротири и принимает участие в огромной кипрской свадьбе. Из Лимасола Пэйлин отправляется в Северную Африку, его дом на следующие несколько месяцев. Его первая остановка в Порт-Саиде, Египет, где съёмочная группа временно теряет штатив и задерживается там на таможне. Затем он пересекает путь со своим местоположением в «Вокруг света за 80 дней» в Каире, откуда садится на поезд до Луксора. Поймав лодку выше по реке Нил, ведущий рассматривает древние египетские руины с туристами из Шеффилда. Из Асуана Майкл Пейлин садится на паром, направляющийся в Вади-Хальфа, и готовится к тому, что кажется трудной дорогой вперёд.

### «Зыбучие пески»
Прибывая в Вади-Хальфа, Судан, Майкл Пейлин садится на поезд, направляющийся в столицу Хартум. Там он получает плохие новости: дальше путь на юг в Судан невозможен из-за продолжающегося конфликта в южном регионе страны. В поисках альтернативы Майкл находит эритрейцев, готовых отвезти его на границу с Эфиопией. В ожидании отъезда из Хартума он осматривает некоторых верблюдов в соседнем Омдурмане и мусульманскую суфийскую церемонию, где люди танцуют, чтобы достичь религиозного экстаза. Когда приходит время покинуть Хартум, путешествие в город Гедареф, расположенный рядом с эфиопской границей, оказывается совсем непростым. Дорога очень ухабистая, и транспортные средства неоднократно застревали в колеях, оставленных в грязи от больших грузовиков, которые ехали по дороге в сезон дождей, вынуждая Пейлина и других пассажиров выталкивать их. Усугубляя эту ситуацию, в Эфиопии только что закончилась длительная гражданская война, в результате которой был свергнут режим Дерг. Был дополнительный риск мятежников от войны, скрывавшихся около границы. Наконец, потратив 24 часа на расстояние 95,56 км от Лондона до Оксфорда, Майкл Пейлин прибывает к эфиопской границе.

### «Пересекая черту»
В старой эфиопской столице Гондэр Майкл Пейлин посещает бывший дом императора Хайле Селассие, и его питомца льва. После он приезжает на озеро Тана, и там узнаёт, что один из его гидов в Кении заболел. Затем Майкл направляется в нынешнюю столицу Аддис-Абебу, где видит, как уничтожаются коммунистические символы. Он также стал свидетелем мирной демонстрации насилия. После нескольких поездок автостопом Пейлин прибывает на границу Кении. Затем он отправляется в Лерату и в школу, где снималась часть фильма «Миссионер». В качестве подарка он преподносит школе надувной глобус, который он использовал в «Вокруг света за 80 дней». В Найроби ведущий готовится к сафари, где после находит время, чтобы поболтать с некоторыми бегемотами.

### «Пространство, корабли и поезда»
В Кении Пейлин летает на воздушном шаре. На земле в Масаи-Мара он наблюдает за львицей и её детёнышами вблизи. Затем он направляется в Танзанию, где он исполняет мечту всей жизни, посетив кратер Нгоронгоро. В Додоме Майкл садится на поезд, направляющийся в город Кигома. В соседнем городе Уджиджи он посещает место, где Давид Ливингстон и Генри Стэнли организовали свою известную встречу. Затем Пейлин садится на то, что считается самым старым действующим паромом в мире: MV Liemba на озере Танганьика в Мпулунгу в Замбии.

### «Зловещая тень»
В Замбии Пейлин встречает знахаря, который говорит ему, что за ним следует «зловещая тень» и его ждёт плохая судьба. Затем ему дают кусок древесины, чтобы «очистить» его якобы лекарственным средством. На самом деле, не принимая это всерьёз, Майкл отправляется в путешествие по Замбии, где только что изгнанный из страны лидер Кеннет Каунда был свергнут с поста. Ведущий посещает поместье Шивы Нганду, которым управляет Лорна Харви (дочь первоначального владельца сэра Стюарта Гора-Брауна) и её муж Джон. Харви были убиты шестью месяцами позже визита Пейлина.
Майкл сталкивается с проблемами с желудком. Затем он приезжает к водопаду Виктория на реке Замбези, где он сплавляется на плотах. К сожалению, он также пытается проплыть через некоторые пороги в спасательном жилете, в результате чего он сломал ребро. Один из его чемоданов был утерян местной железнодорожной компанией вместе с членом экипажа, который подхватил малярию. Затем Пейлин решает принять лекарство по рекомендации шамана.
По приезде в Зимбабве он посещает гробницу Сесила Родса, благодаря которому страна изначально называлась Родезия. Переезжая в Булавайо, он встречается с другим BBC — Клубом боулеров Булавайо (Bulawayo Bowlers Club) и посещает местный ночной клуб. Затем он направляется к своей последней африканской границе между Зимбабве и Южной Африкой, где апартеид был отменен четырьмя месяцами ранее.
Тем временем в Южной Африке Пейлин посещает местный футбольный матч. В Йоханнесбурге до него доходят плохие новости: у научного исследовательского корабля S. A. Agulhas, который должен был доставить их в Антарктиду, нет места для них. Пока BBC ищет альтернативы, Майкл посещает шахту Western Deep Levels, самую глубокую золотодобывающую шахту в мире. В Соуэто он встречает своих бывших южноафриканских соседей из Лондона — джазового тромбониста Джонаса Гвангву и его семью. Затем он садится на комфортабельный Blue Train до Кейптауна. На вершине Столовой горы он рассматривает южную оконечность Африки и вспоминает, как континент превратил его из оптимиста в реалиста. К сожалению для него, попытки Би-би-си, чтобы посадить его на Agulhas потерпели неудачу. Стало ясно, что Пейлин не сможет достичь Южного полюса.

### «На краю света»
Несмотря на то, что не удалось достичь Антарктиды через Агулью, для Пейлина ещё не всё потеряно. Туристическая компания может доставить Майкла на Южный полюс со своей базы в Чили. Это означает, что он должен пересечь 30-й меридиан восточной долготы. Путешествуя на самолёте из Кейптауна в Сантьяго через Рио-де-Жанейро, он слушает необычное исполнение «С днем рождения» из президентского дворца, где произошел позорный переворот 1973 года. После обеда на рыбном рынке со своим гидом во время прослушивания флейтиста он отправляется в Пунта-Аренас на юге Чили.
Оттуда он с тревогой ждет погодных условий, позволяющих совершить поездку в Антарктиду. Через пару дней Майкл Пейлин и остальные летят на самолете Douglas DC-6, построенном в 1953 году, в базовый лагерь на Патриот-Хиллз. Находясь там, он снова должен ждать, пока отправится на Южный полюс. Наконец, через день он совершает последний рейс на станцию Южного полюса Амундсен-Скотт, а затем, в 02:00 по новозеландскому времени 4 декабря 1991 года, Майкл Пейлин ступает на Южный полюс, один из немногих людей, кто побывал как на северном, так и на южном полюсах.

## Дополнительно
- Пейлин путешествовал по следующим местам: Северный полюс, Гренландия, Норвегия, Финляндия, республики Советского Союза (нынешние Эстония, Россия, Белоруссия и Украина), Турция, Греция, Кипр, Египет, Судан, Эфиопия, Кения, Танзания, Замбия, Зимбабве, Южно-Африканская Республика, Бразилия, Чили, Антарктида и Южный полюс.
- Ведущий совершил это путешествие во время великих политических потрясений для некоторых территорий, по которым он странствовал. Он покинул СССР за несколько дней до переворота и за несколько месяцев до его распада. Он посетил Эфиопию после падения Дерга, Замбию после смещения давнего президента Кеннета Каунды и Южную Африку через несколько месяцев после отмены апартеида.
- Во время финской части поездки Майкл Пейлин поет куплет из песни «Финляндия», музыкального произведения, которое он исполнил в 1980 году в альбоме Монти Пайтона Contractual Obligation Album.